# Joan Vila i Safont
Joan Vila i Safont (Girona, 25 de juny del 1979) és un professor català, compositor i membre del grup d'havaneres Terra Endins.

## Biografia
S'inicià a l'estudi musical als 12 anys a l'Escola del Casino Menestral Figuerenc amb el mestratge de Jaume Cristau (solfeig) i Maria Glòria Vila Puig (piano), i obtingué el títol de clarinet als 17 al conservatori de Música Isaac Albéniz de Girona. El 1995 començà a estudiar harmonia amb Jaume Cristau a l'Escola de Música del Casino Menestral, i completà aquests estudis també al Conservatori de Girona amb Francesc Cassú i Miquel Sunyer, on també féu contrapunt i fuga amb Maria Àngels Alabert i composició i instrumentació amb Miquel Sunyer. En paral·lel, es graduà, en Història, i Història de la Música, a la UAB i a la UdG. Es dedicà a professionalment a l'ensenyament i, després de passar per diverses institucions, en l'actualitat (2022) és professor de música a l'Institut Alexandre Deulofeu de Figueres.
En la seva faceta de músic, entre el 2005 i el 2008 tocà a la "Cobla-orquestra Empòrium" de Girona. El 2017 ingressà al grup gironí d'havaneres Terra Endins i en el present (2022) hi exerceix com a baríton i arranjador; el seu mestre Jaume Cristau havia estat també, anteriorment i durant molts anys, arranjador del grup.
El seu vessant com a compositor començà el 2000, amb la sardana Serra de Verdera, a la que han seguit una vintena més. Les seves qualitats compositives l'han permès obtenir distincions en diversos certàmens musicals. Així, als premis Ceret-Banyoles rebé el premi a l'Autor Jove el 2004, per l'obra de música per a cobla Surrealista, i novament el 2008 per Diabolus in musica; i un segon premi el 2009 per la sardana El comte Guifré; va ser Premi del Jurat 2010 al concurs "Vila d'Amer - Memorial Pere Fontàs" amb Torre de Roca-salva, i el 2011 va ser finalista al concurs "La sardana d'Igor Stravinsky" amb Mes Stravinsky.

## Obres (selecció)
- L'Àngela i en Joan de la Ciutat (2021), sardana, interpretada per la cobla Els Montgrins a aquest enregistrament[6]
- Ariadna (2015), sardana (interpretada per la Cobla Mil·lenària a partir del minut 13:27 i fins al 17:55 d'aquest enregistrament)
- Els cingles de Sant Roc (2012), sardana segon premi al concurs d'Amer, enregistrada[7]
- Diabolus in musica, petita suite en tres moviments per a cobla i percussió (2008), Menció especial Juvenil al concurs Ceret-Banyoles
- Jaume, mestre i amic (2020), sardana dedicada a Jaume Cristau
- Més Stravinsky (2021), sardana, enregistrada (a partir del minut 44:36 i fins al 50:05)
- Scherzo per a quartet de vent
- Som 10.000 a Brussel·les (2009), sardana sobre l'Himne dels deu mil a Brussel·les, de Gerard Sesé
- Surrealista (2004), obra lliure per a cobla, flautes, clarinets, percussió, cor, veus blanques i orquestra de cambra
- Les teranyines que no deixaven veure el sol (2011), obra lliure per a cobla, segon premi Ciutat de Sabadell
- Torre de Roca-salva (2010), sardana, enregistrada[8]